# Coincy (Mozela)
Coincy – miejscowość i gmina we Francji, w regionie Grand Est, w departamencie Mozela.
Według danych na rok 1990 gminę zamieszkiwały 272 osoby, a gęstość zaludnienia wynosiła 38 osób/km² (wśród 2335 gmin Lotaryngii Coincy plasuje się na 777. miejscu pod względem liczby ludności, natomiast pod względem powierzchni na miejscu 819.).